# Juan Carlos Uder
Juan Carlos Uder, né le 24 avril 1927 et mort le 14 juillet 2020,, est un ancien joueur argentin de basket-ball.

## Palmarès
- Champion du monde 1950
- Finaliste des Jeux panaméricains de 1951
- Finaliste des Jeux panaméricains de 1955
- Troisième du championnat d'Amérique du Sud 1947
- Troisième du championnat d'Amérique du Sud 1955